# Lieskovec (okres Humenné)
Lieskovec je obec na Slovensku v okrese Humenné v Prešovském kraji ležící na úpatí Ondavské vrchoviny. Žije zde 434 obyvatel.
První písemná zmínka pochází z roku 1430. Nachází se zde římskokatolický kostel Nejsvětějšího těla Páně.